# 矢野間啓治
矢野間 啓治（やのま けいじ、1947年8月21日 - ）は、日本の元俳優。本名同じ。
東京都出身。自由ヶ丘学園高等学校卒業。劇団若草出身。劇団新芸に所属していた。
1986年頃を最後に芸能界からサラリーマンに転じた。2018年現在、出版社の編集業務の傍ら周囲の勧めでライブ活動を行なっている。夏木陽介から「何人かから死んだと聞いたぞ」と連絡を貰い本人が一番驚いたと言う。
特技は馬術、ギター。

## 出演作品

### 映画
- 鶏はふたゝび鳴く（1954年）
- ミニヨン物語（1956年） - 倅浩一
- 気違い部落（1957年） - 木崎三吉
- 伴淳の三等校長（1959年） - 木村三平
- 白銀城の対決（1960年） - 健太
- 青べか物語（1962年） - 長
- 太陽は呼んでいる（1963年、東宝） - 真二
- これが青春だ!（1966年、東宝） - 柴田勇作
- 空想天国（1968年、東宝） - 洋装店店員
- 燃えろ!青春（1968年） - 丹羽平太
- 娘ざかり（1969年） - 堀勝一
- コント55号 宇宙大冒険（1969年、東宝） - 学生
- バツグン女子高校生 16才は感じちゃう（1970年） - 矢田一平
- バツグン女子高校生 そっとしといて16才（1970年） - 矢口完三
- 日本一のワルノリ男（1970年、東宝） - 九郎
- 女房を早死させる方法（1974年） - 小森
- 俺の選んだ女（1976年） - 山根

### テレビドラマ
- NECサンデー劇場 / 愛の一家（1961年、NET）
- こどもの時間 / あすをつげる鐘 一休さん 第3話、第6話、第7話（1961年 - 1962年、NHK）
- テレビ指定席 / うちのにいちゃん（1962年、NHK）
- テレビ劇場 / がんばれ三郎（1963年、NHK）
- 幸福試験（1964年、NHK）
- 青春とはなんだ（1965年 - 1966年、NTV） - 寺田勇作
- これが青春だ（1966年 - 1967年、NTV） - 出目二郎
- NHK劇場（NHK）
  - バラのとげ（1967年）
  - とんころの歌（1968年）
- 太陽野郎（1967年 - 1968年、NTV） - 矢野拳
- 大河ドラマ / 竜馬がゆく 第28話（1968年、NHK）
- 肝っ玉かあさん（1968年、TBS） - 近藤松夫
- フジ三太郎 第15話「こんにちはビワ子さん!」（1968年、TBS）
- 花子ちゃん（1968年、CX）
- 無用ノ介 第8話「雨に消える無用ノ介」（1969年、NTV） - 槍の一平
- おやじとオレと（1969年、NTV）
- 東京バイパス指令 第48話「なぶり殺せ!」（1969年、NTV）
- サインはV（1969年、TBS） - ゴロー
- ケンちゃんトコちゃん（1970年、TBS） - ベアーさん
- はまぐり大将 第5話「男に出来ない事はない」（1970年、NTV） - 花村英次
- おさな妻 第17話「あげてよかった」（1970年、12ch）
- 肝っ玉かあさん 第3シリーズ 第11話（1971年、TBS）
- ワン・ツウ・アタック!（1971年、12ch） - 三郎
- 弥次喜多隠密道中 第3話「仇討ち・めくら剣法」（1971年、NTV）
- 大江戸捜査網（12ch→TX）
  - 第58話「盗まれた花嫁」（1972年）
  - 第216話「音次郎心中未遂」（1975年）
  - 第229話「雪に舞う女必殺剣!」（1976年）
  - 第260話「理由なき殺人」（1976年）
  - 第301話「壮烈! 首領、暁に死す」（1977年）
  - 第380話「殺しを呼ぶひつじ年の娘」（1979年）
  - 第497話「江戸を走る裸の女」（1981年）
  - 第504話「盗賊 紅蜘蛛の女」（1981年）
  - 第514話「女隠密 春香の恋」（1981年） - 辰
  - 第563話「さらば友よ 傷だらけの挽歌」（1982年） - 千造
  - 第580話「絶唱 夜霧に消えた女郎花」（1983年）
- 特別機動捜査隊（NET）
  - 第543話「皆殺しの詩」（1972年） - 大野
  - 第601話「悪魔のような女」（1973年） - 光夫
  - 第612話「誘惑の報酬」（1973年） - 建一
  - 第668話「うそ」（1974年） - 新吉
  - 第777話「とめてくれるなおっ母さん」（1976年） - 村上諭
- 荒野の素浪人（NET）
  - 第1シリーズ 第26話「妖雲 笛吹川の人柱」（1972年）
  - 第2シリーズ 第8話「野良犬無残」（1974年）
- 紫頭巾 第23話「血を呼ぶ祝言」（1972年、12ch） - 佐吉
- シークレット部隊 第15話「プールに浮いた死美女」（1972年、TBS）
- 家光が行く 第6話「仇討ち愚連隊」（1972年、NTV） - 市毛
- 恐怖劇場アンバランス 第7話「夜が明けたら」（1973年、CX） - 愚連隊・駒根木
- 若さま侍捕物手帖 第13話「仇討ち愚連隊」（1973年、KTV） - 市毛
- トリプル捜査線 第5話「人気歌手・ギャング団の襲撃」（1973年、CX）
- 伝七捕物帳（NTV）
  - 第17話「うらみ殺し矢」（1974年）
  - 第91話「酔いどれ芸者の心意気」（1975年）
  - 第138話「義母の心 娘知らず」（1977年） - 仙太
- 風の中のあいつ 第15話「一番星落ちた…」 - 第18話「無用!! 渡世に女の情け」（1974年、TBS）
- 幡随院長兵衛お待ちなせえ 第6話「父娘を結ぶ琴の糸」（1974年、NET） - 猫助
- 太陽にほえろ!※矢野間啓二名義
  - 第88話「息子よ、お前は……」（1974年） - 池谷
  - 第152話「勇気」（1975年） - 水森
  - 第218話「殿下とスコッチ」（1976年） - 中尾（梶川の共犯）
  - 第281話「わかれ道」（1977年） - 武井浩
  - 第330話「天使の微笑み」（1978年） - 古崎を轢いた男
  - 第336話「ドジな二人」（1979年） - 豊田信平
  - 第459話「サギ師入門」（1981年） - 関口伸行
  - 第527話「雨の降る街」（1982年） - 高田吉雄
  - 第554話「シルバー・シート」（1983年） - 横山哲次
- ニセモノご両親（1974年、TBS）
- 右門捕物帳 第38話「逆転」（1974年、NET）
- 夜明けの刑事（TBS）
  - 第5話「猛犬は追いつめる」（1974年）
  - 第82話「裏切りの烙印に賭ける!!」（1976年）
- 長崎犯科帳 第19話「呪いの連発銃」（1975年、NTV）
- 日本沈没 第14話「明日の愛」（1975年、TBS）
- 鬼平犯科帳 第13話「おふさ 伊之松」（1975年、NET）
- 銭形平次 第506話 「十一年目の父」（1976年、CX） - 豊五郎
- 江戸の旋風シリーズ（CX / 東宝）
  - 同心部屋御用帳 江戸の旋風II 第32話「志津は人妻」（1976年）
  - 同心部屋御用帳 江戸の旋風III 第41話「あぶない年頃」（1978年）
- 隠し目付参上 第21話「大検問! 現金輸送車は通れたか」（1976年、MBS）
- Gメン'75（TBS）
  - 第11話「ピストル市場」（1975年） - 拳銃密輸の男
  - 第35話「豚箱の中の刑事」（1976年） - 景品買いのサブ
  - 第45話「警視庁広域手配No.307」（1976年） - 車内暴力・スリの男
  - 第53話「殺人ドライブの謎」（1976年） - ノミ屋の健吉
  - 第66話「警視庁の中の密室殺人」（1976年） - バイク屋修理工
  - 第72話「恐怖のロープウェイ」（1976年） - 滝田
  - 第104話「77.5.14 津坂刑事殉職」（1977年） - 矢口二郎
  - 第110話「警視庁宮の森交番のトリック」（1977年） - 古野
  - 第119話「アルコール漬けの小指」（1977年） - 水上祐司
  - 第144話「雪原に消えた13人の乗客」（1978年） - バス乗客のチンピラ
  - 第261話「初夏の彼女の部屋に忍ぶコソ泥」（1980年） - コズエの育ての父
  - 第312話「口紅連続殺人事件」（1981年） - 車の所有者
  - 第323話「骸骨たちの海水浴」（1981年） - 前田太一
  - 第349話「カムバック・サーモン殺人事件」（1982年） - ハンターA
- 俺たちの朝 第20話「三十男とおふくろと男の泣顔」（1977年、NTV） - ナカガワ
- 白い荒野 （1977年、TBS）
- 華麗なる刑事 第7話「銃弾の男よ、妹の声を聞け」（1977年） - イトウ
- 達磨大助事件帳（1978年、ANB）
  - 第17話「地獄の沙汰も銭」 - 伊之助
  - 第23話「地獄への落し穴」 - 長谷部
- 特捜最前線（1978年、ANB）
  - 第54話「ナーンチャッテおじさんがいた!」
  - 第74話「死体番号004の男!」
- 兄弟刑事 第9話「罠」（1978年、CX）
- 新五捕物帳（NTV）
  - 第68話「見習同心の傷跡」（1979年）- 乙松
  - 第171話「男の挽歌」（1982年） - 六蔵
  - 第193話「ひとすじの愛」（1982年）
- 西遊記II 第23話「妖術 石仏になった三蔵一行」（1980年、NTV）- 陽来
- 大捜査線シリーズ 追跡 第35話「殺意」 （1980年、CX）
- 旅がらす事件帖 第5話「お助け米のお通りだぁ」（1980年、KTV）
- 時代劇スペシャル（CX）
  - 江戸芙蓉堂医館 振り袖御免（1981年）  - 定次
  - 鼠小僧次郎吉 必殺の白刃（1983年）
- 幻之介世直し帖 第19話「御赦免花は二度咲かぬ」（1982年、NTV）
- 陽あたり良好! 第10話「克彦さんが帰ってきた!」（1982年、NTV）
- 鬼平犯科帳 第3シリーズ 第24話「むかしなじみ」（1982年、ANB / 東宝） - 勘助
- 婦警さんは魔女 第12話「大逆転! これが本当のハッピーエンド」（1983年、TBS / 大映テレビ）
- 暁に斬る! 第23話「天女が仕掛けた恋の罠」（1983年、KTV）
- 右門捕物帖 第32話「泥に咲く花」（1983年、NTV）
- ザ・サスペンス / 女囚第3官房の脱走（1982年、TBS）
- 西部警察シリーズ（ANB）
  - 西部警察 PART-II 第33話「鑑識ナンバー106」（1983年） - 安田茂
  - 西部警察 PART-III 第43話「走れ一平! 成田発PM3」（1984年） - 村岡栄治
- 流れ星佐吉 第9話「大揺れの女心」（1984年、CX）
- 誇りの報酬 第41話「東京-仙台・追跡300キロ」（1986年、NTV / 東宝） - 河原

### ラジオ番組
- 【青山】イリスミュージックアワー　水沢有美のきょうは何色?【第14回】 2018/01/07 ゲスト：矢野間啓治
- 【青山】イリスミュージックアワー　水沢有美のきょうは何色?【第18回】 2018/02/18 夏木陽介追悼特集その1 - ゲスト：矢野間啓治、岡田可愛

### 舞台
- サロメ
- 佃の渡し
- なよたけ
- 名寄岩物語
- ベニスの商人

## ディスコグラフィー
- 幸せがある